# De Maasbode; God en mijn recht
De Maasbode; God en mijn recht was een verzetsblad uit de Tweede Wereldoorlog, dat van december 1943 tot en met maart 1944 in Arnhem en Nijmegen werd uitgegeven. Het blad verscheen maandelijks in een oplage tussen de 3000 en 20000 exemplaren. Het werd gedrukt en de inhoud bestond voornamelijk uit opinie-artikelen.
In 1941 redigeerde de journalist Louis Frequin gestencilde mededelingen, berichten en artikelen (zonder titel), welke het verzet moesten aanmoedigen. Eerst werden deze getypt, maar al spoedig werd de beschikking verkregen over het stencilapparaat van de Algemene Rooms-Katholieke Ambtenarenvereniging (ARKA) te Arnhem. Ook talrijke bisschoppelijke brieven, stakingsoproepen, waarschuwingen zich niet te melden, e.d. werden op deze wijze tot medio 1943 vermenigvuldigd. Al in 1941 werd Frequin verhoord, verdacht van activiteit op het gebied van de verspreiding van deutschfeindliche Schriften. In 1943 werd hij opnieuw gearresteerd en na twee weken gevangenschap weer vrijgelaten. De Duitse politieman Albrecht liet echter een zeventienjarige V-'man' in de rol van onderduiker op Frequin los. De opzet lukte, de jongen werd in de geheimen van de inmiddels opgerichte Maasbode-verzetsgroep ingewijd. Er werd ook een orgaan uitgegeven. De titel Maasbode sprak voor zichzelf: iedereen kon onmiddellijk begrijpen dat het hier een illegale uitgave voor en door rooms-katholieken betrof. Het blad stond echter geheel los van de opgeheven legale Maasbode uit Rotterdam. De redactie bestond uit Frequin, W. Lagé en Chr. Deuss. De twee laatstgenoemden hadden contact met de Christofoor-groep en het lag in de bedoeling dat de beide bladen nauw zouden samenwerken. De kopij van het eerste nummer kwam dan ook van Christofoor-zijde. De samenwerking heeft zich echter tot dat ene nummer beperkt. Na drie nummers werd de titel gewijzigd in Katholiek kompas, daar men - onkundig van het feit dat de Duitsers reeds alles wisten - represailles vreesde tegen de oud-redacteuren van de legale Maasbode. In mei 1944 sloeg de Sicherheitspolizei toe en werd Frequin gevangen genomen. De uitgave werd hierop gestaakt. Na een verblijf in de bunker bij Vught, werd Frequin overgebracht naar Utrecht waar hij op 8 september 1944 berecht zou worden. Vermoedelijk wegens Dolle Dinsdag ging dit niet door en op 27 september kwam hij vrij.
De andere medewerkers, waarbij nog moeten worden genoemd mej. C. Bolder en mr. H. Payens, waren niet gearresteerd en hervatten na de bevrijding van Nijmegen de thans legale uitgave. Frequin zette in Apeldoorn het bevrijdingsnummer in elkaar dat nog tijdens de bezetting werd gezet.

## Gerelateerde kranten
- Katholiek kompas (verzetsblad, Arnhem-Nijmegen)[1]